# Tunel Džbán
Tunel Džbán je železniční tunel č. 15 na katastrálním území Lhota pod Džbánem na železniční trati Most – Louny – Rakovník v km 23,085–23,190 mezi stanicemi Domoušice a Mutějovice.

## Historie
První trasování proběhlo v říjnu 1899. V květnu 1900 byla vybrána konečná varianta a v červenci 1902 proběhla "politická pochůzka spojená s řízením vyvlastňovacím". V únoru 1903 byla trať zaměřena a byly vykoupeny pozemky. Ve výběrovém řízení zvítězila firma železničního podnikatele J. Kubíčka z Chocně, který v dubnu 1903 zahájil stavební práce. Provoz v úseku trati Rakovník–Louny byl zahájen 23. září 1904. Další část navazovala na Pražsko-duchcovskou dráhu, která byla v provozu od roku 1874. Zahájení provozu v úseku Louny předměstí – Louny bylo 16. září 1895 a v úseku Louny – Most 21. listopadu 1872. Na trati o délce 44,6 km byl postaven jeden tunel.

## Geologie a geomorfologie
Tunel se nachází v geomorfologické oblasti Brdská oblast, celku Džbán s podcelkem Ročovská vrchovina s okrskem Domoušická vrchovina.
Geologické podloží v oblasti je tvořeno silnou opukovou vrstvou na cenomanském pískovci.
Tunel leží v nadmořské výšce 445 m, je dlouhý 105,42 m.

## Popis
Jednokolejný tunel je na trati Most–Rakovník mezi stanicemi Domoušice a Mutějovice. Byl proražen v roce 1904 v sedle mezi jihovýchodním výběžkem náhorní plošiny Na Rovině (pod vrchem Zadní Rovina (524 m n. m.)) a západním koncem hřebene Džbán, pod zříceninou hradu Džbán.
Tunel se nachází v přírodním parku Džbán.